# Ya'akov Hodorov
Ya'akov Hodorov   (Rixon le-Tsiyyon, 16 de juny de 1927 - Jerusalem, 31 de desembre de 2006) fou un futbolista israelià de la dècada de 1950.
Fou 31 cops internacional amb la selecció israeliana. Pel que fa a clubs, defensà els colors de Hapoel Tel Aviv FC com a principal equip.
L'any 2006 va rebre el Premi Israel per la seva contribució als esports.